# NGC 7110
NGC 7110 este o galaxie situată în constelația Peștele Austral. A fost descoperită în 23 septembrie 1834 de către John Herschel. Se află la o distanță de 78,34 de megaparseci de Pământ.